# Lenoir Rock
Der Lenoir Rock (englisch; bulgarisch скала Леноар skala Lenoar) ist ein in südwest-nordöstlicher Ausrichtung 230 m langer und 85 m breiter Klippenfelsen vor der Nordwestküste von Smith Island im Archipel der Südlichen Shetlandinseln. Er liegt 380 m südwestlich des Jireček Point und 1,85 km nordöstlich des Villagra Point in der Bourchier Cove.
Bulgarische Wissenschaftler kartierten ihn 2009 und 2017. Die bulgarische Kommission für Antarktische Geographische Namen benannte ihn im April 2021 nach dem französischen Instrumentenmacher Étienne Lenoir (1744–1832), dem Miterfinder des Bordakreises.